# 10. maj
10. maj er dag 130 i året i den gregorianske kalender (dag 131 i skudår). Der er 235 dage tilbage af året.
Gordianus dag. Han var i tjeneste hos kejser Julian, hvor han tvang kristne til afgudsdyrkelse. Han blev imidlertid selv omvendt og led martyrdøden.

### Begivenheder
Født - Dødsfald
- 1655 - En engelsk flåde under William Penn og Robert Venables angriber hovedstaden i Jamaica, Port Royal, hvor spanierne næsten øjeblikkeligt overgiver sig.
- 1774 - Ludvig 16. bliver fransk konge.
- 1775 - Under USA's uafhængighedskrig enes de 13 oprindelige kolonier om at oprette en hær under ledelse af George Washington.
- 1854 - Den første danske tyende-lov bliver gennemført.
- 1869 - Jernbanestrækningen Chicago-San Francisco åbnes som den sidste etape på Pacific-banen tværs over det nordamerikanske kontinent, og USA er dermed forbundet fra kyst til kyst med jernbane.
- 1871 - Frankrig må overgive sig til Tyskland og Otto von Bismarck i den fransk-tyske krig, og må afstå Alsace og det nordlige Lorraine, samt betale 5 milliarder franc i krigsskadeserstatning.
- 1906 - Den første duma åbnes af zar Nikolai 2. af Rusland. Det er første gang, der har været frie valg i Rusland.
- 1933 - I mange tyske universitetsbyer bliver "utysk" litteratur brændt på store bål i gaderne.
- 1940 - Tyskland invaderer Luxembourg, Holland og Belgien.
- 1940   - England besætter Island som et modtræk mod den tyske besættelse af Norge.
- 1940   - Winston Churchill bliver udnævnt til premierminister i Storbritannien, efter at Neville Chamberlain er blevet væltet.
- 1941 - Underhuset i London bliver ødelagt under et tysk bombeflyangreb.
- 1949 - 5 medlemmer af "Lorenzen-gruppen", en særafdeling under HIPO,  henrettes.
- 1953 - Byen Chemnitz i DDR skifter navn til Karl Marx Stadt.
- 1954 - Bill Haley and the Comets udsender Rock Around the Clock, der bliver den første rock'n'roll-plade, der når hitlisternes førsteplads.
- 1972 - Irland vedtager medlemskab af EF.
- 1981 - François Mitterrand vælges til præsident i Frankrig. Han er den første socialistiske franske præsident.
- 1982 - Højer Sluse i Sønderjylland åbnes.
- 1983 - Amaliehaven i København åbnes.
- 1988 - Der afholdes folketingsvalg, det såkaldte atomvalg. Først 3. juni - efter 3 dronningerunder - blev der dannet ny regering med Poul Schlüter i spidsen.
- 1994 - Nelson Mandela indsættes som Sydafrikas første sorte præsident.
- 1996 - I stormagasinet Illum, i København, sætter amerikaneren Bryan Berg verdensrekord i korthusbygning efter ti dages arbejde. Korthuset er 5,85 meter højt, vejer omkring 36 kg og er bygget af cirka 32.184 kort. Der blev hverken brugt lim eller andre bindemidler.
- 2005 - I Berlin, Tyskland, indvies et mindesmærke bestående af 2711 ens formede sorte stenstøtter til ære for Europas myrdede jøder under 2. verdenskrig.

### Født
- 1788 - Augustin-Jean Fresnel, fransk fysiker (død 1827).
- 1878 - Gustav Stresemann, tysk kansler og modtager af Nobels fredspris (død 1929).
- 1880 - Ferdinand Salling, dansk købmand. (død 1953).
- 1881 - Ludvig Valentiner, dansk spejderleder (død 1959).
- 1881   - Karen Poulsen, dansk skuespiller (død 1953).
- 1899 - Fred Astaire, amerikansk skuespiller og danser (død 1987).
- 1899   - Dimitri Tiomkin, ukrainsk-amerikansk komponist (død 1979).
- 1902 - David O. Selznick, amerikansk filmproducent (død 1965).
- 1910 - Ebbe Rode, dansk skuespiller (død 1998).
- 1916 - Milton Babbitt, amerikansk komponist (død 2011).
- 1919 - Daniel Bell, amerikansk sociolog (dødt 2011).
- 1925 - Niels Christian Niels-Christiansen, dansk sportsjournalist.
- 1938 - Bent Jensen, dansk historieprofessor.
- 1946 - Donovan, (Donovan Philips Leitch), skotsk sanger og sangskriver.
- 1947 - Colin Stein, skotsk fodboldspiller.
- 1949 - Kirsten Olesen, dansk skuespillerinde.
- 1952 - Kikki Danielsson, svensk popsanger.
- 1952   - Vanderlei Luxemburgo, brasiliansk fodboldtræner.
- 1957 - Sid Vicious, engelsk punkmusiker i The Sex Pistols (død 1979).
- 1959 - Kåre Bluitgen, dansk forfatter og journalist.
- 1960 - Bono, irsk forsanger i U2.
- 1961 - Martin Schmidt, dansk filminstruktør.
- 1962 - David Fincher, amerikansk filminstruktør.
- 1966 - Jonathan Edwards, engelsk atlet.
- 1969 - Dennis Bergkamp, hollandsk fodboldspiller.
- 1974 - Sylvain Wiltord, fransk fodboldspiller.
- 1984 - Andreas Røpke, dansk politiker.

### Dødsfald
- 1657 - Gustav Horn, svensk greve og feltmarskal (født 1592).
- 1774 - Ludvig 15., fransk konge (født 1710).
- 1775 - Caroline Mathilde, dansk dronning til Christian 7. (født 1751).
- 1818 - Paul Revere, amerikansk sølvsmed og patriot (født 1735).
- 1863 - Stonewall Jackson, amerikansk general (født 1824).
- 1904 - Henry Morton Stanley, walisisk journalist (født 1841).
- 1920 - John Wesley Hyatt, amerikansk opfinder (født 1837).
- 1977 - Joan Crawford, amerikansk skuespiller (født 1905).
- 1988 – Ciaran Bourke, irsk musiker fra The Dubliners (født 1935)
- 1996 - Poul Borum, dansk forfatter og kulturdebattør (født 1934).
- 1999 - Shel Silverstein, amerikansk digter og komponist (født 1930).

|  | Denne datoartikel kan blive bedre, hvis der indsættes et (bedre) billede Du kan hjælpe ved at afsøge Wikimedia Commons for et passende billede eller uploade et godt billede til Wikimedia Commons iht. de tilladte licenser og indsætte det i artiklen. |